# Digonogastra tacitutus
Digonogastra tacitutus är en stekelart som först beskrevs av Roy D. Shenefelt 1978.  Digonogastra tacitutus ingår i släktet Digonogastra och familjen bracksteklar. Inga underarter finns listade i Catalogue of Life.